# Моршанское (Калининградская область)
Моршанское — посёлок в Гурьевском городском округе Калининградской области. Входит в состав Храбровского сельского поселения.

## Население
| 2002 | 2010 |
| ---- | ---- |
| 176  | ↗177 |

## История
В 1910 году в Шрайтлаккене проживало 143 человека.
В конце января 1945 года Шрайтлаккен был занят войсками 3-го Белорусского фронта. В 1946 году переименован в поселок Моршанское.